# Tour de Toscane 2016
Le Tour de Toscane 2016 est une course à étapes de catégorie 2.1 disputé du 20 au 21 septembre entre Arezzo et Pontedera. 

## Présentation

### Équipes
| WorldTeams (3)- Astana - Movistar Team - Dimension Data Équipes continentales professionnelles (12)- Androni Giocattoli-Sidermec - Bardiani CSF - Bora-Argon 18 - Caja Rural-Seguros RGA - CCC Sprandi Polkowice - Fortuneo-Vital Concept - Gazprom-RusVelo - Nippo-Vini Fantini - Team Novo Nordisk - Topsport Vlaanderen-Baloise - Wilier Triestina-Southeast - Team Roth Équipe nationale- Italie |
| |

### Étapes
| Étape     | Date     | Villes étapes                 | type            | Distance (km) | Vainqueur d'étape | Leader du classement général |
| --------- | -------- | ----------------------------- | --------------- | ------------- | ----------------- | ---------------------------- |
| 1re étape | 20 sept. | Arezzo – Montecatini Terme    | étape vallonnée | 174,7         | Giovanni Visconti | Giovanni Visconti            |
| 2e étape  | 21 sept. | Montecatini Terme – Pontedera | étape vallonnée | 185,3         | Sam Bennett       | Daniele Bennati              |

### Classement étapes

#### Étape 1
| \| Classement de l'étape \| Classement de l'étape \| Classement de l'étape \| Classement de l'étape \| Classement de l'étape \| \| Coureur \| Coureur \| Pays \| Équipe \| Temps \| \| --------------------- \| --------------------- \| --------------------- \| --------------------- \| --------------------- \| \| 1er \| Giovanni Visconti \| Italie \| Movistar Team \| \| \| 2e \| Sonny Colbrelli \| Italie \| Bardiani CSF \| \| \| 3e \| Daniele Bennati \| Italie \| Tinkoff \| \| |                   |        |               |       |
| |                   |        |               |       |
| |                   |        |               |       |
| Classement de l'étape |                   |        |               |       |
| Coureur | Coureur           | Pays   | Équipe        | Temps |
| 1er | Giovanni Visconti | Italie | Movistar Team |       |
| 2e | Sonny Colbrelli   | Italie | Bardiani CSF  |       |
| 3e | Daniele Bennati   | Italie | Tinkoff       |       |

| \| Classement général \| Classement général \| Classement général \| Classement général \| Classement général \| \| Coureur \| Coureur \| Pays \| Équipe \| Temps \| \| ------------------ \| ------------------ \| ------------------ \| ------------------ \| ------------------ \| \| 1er \| Giovanni Visconti \| Italie \| Movistar Team \| \| |                   |        |               |       |
| |                   |        |               |       |
| |                   |        |               |       |
| Classement général |                   |        |               |       |
| Coureur | Coureur           | Pays   | Équipe        | Temps |
| 1er | Giovanni Visconti | Italie | Movistar Team |       |

#### Étape 2
| \| Classement de l'étape \| Classement de l'étape \| Classement de l'étape \| Classement de l'étape \| Classement de l'étape \| \| Coureur \| Coureur \| Pays \| Équipe \| Temps \| \| --------------------- \| --------------------- \| --------------------- \| --------------------- \| --------------------- \| \| 1er \| Sam Bennett \| Irlande \| Bora-Argon 18 \| 4 h 36 min 43 s \| \| 2e \| Mark Cavendish \| Royaume-Uni \| Dimension Data \| + 0 s \| \| 3e \| Daniele Bennati \| Italie \| Tinkoff \| + 0 s \| |                 |             |                |                 |
| |                 |             |                |                 |
| |                 |             |                |                 |
| Classement de l'étape |                 |             |                |                 |
| Coureur | Coureur         | Pays        | Équipe         | Temps           |
| 1er | Sam Bennett     | Irlande     | Bora-Argon 18  | 4 h 36 min 43 s |
| 2e | Mark Cavendish  | Royaume-Uni | Dimension Data | + 0 s           |
| 3e | Daniele Bennati | Italie      | Tinkoff        | + 0 s           |

### Classement général
| \| Classement général \| Classement général \| Classement général \| Classement général \| Classement général \| \| Coureur \| Coureur \| Pays \| Équipe \| Temps \| \| ------------------ \| ------------------ \| ------------------ \| ------------------ \| ------------------ \| \| 1er \| Daniele Bennati \| Italie \| Tinkoff \| 8 h 53 min 03 s \| \| 2e \| Sonny Colbrelli \| Italie \| Bardiani CSF \| + 0 s \| \| 3e \| Giovanni Visconti \| Italie \| Movistar Team \| + 0 s \| |                   |        |               |                 |
| |                   |        |               |                 |
| |                   |        |               |                 |
| Classement général |                   |        |               |                 |
| Coureur | Coureur           | Pays   | Équipe        | Temps           |
| 1er | Daniele Bennati   | Italie | Tinkoff       | 8 h 53 min 03 s |
| 2e | Sonny Colbrelli   | Italie | Bardiani CSF  | + 0 s           |
| 3e | Giovanni Visconti | Italie | Movistar Team | + 0 s           |

## UCI Europe Tour
Le Tour de Toscane 2016 est une course faisant partie de l'UCI Europe Tour 2016 en catégorie 2.1, les 25 meilleurs temps du classement final emporte donc de 125 à 3 points.

### Étape
| Position | Leader | 1er | 2e | 3e |
| -------- | ------ | --- | -- | -- |
| PTS UCI  | 3      | 14  | 5  | 3  |

### Général
| Position | 1er | 2e | 3e | 4e | 5e | 6e | 7e | 8e | 9e | 10e | 11e | 12e | 13e | 14e | 15e | 16e | 17e | 18e | 19e | 20e | 21e | 22e | 23e | 24e | 25e |
| -------- | --- | -- | -- | -- | -- | -- | -- | -- | -- | --- | --- | --- | --- | --- | --- | --- | --- | --- | --- | --- | --- | --- | --- | --- | --- |
| PTS UCI  | 125 | 85 | 70 | 60 | 50 | 40 | 35 | 30 | 25 | 20  | 15  | 10  | 5   | 5   | 5   | 3   | 3   | 3   | 3   | 3   | 3   | 3   | 3   | 3   | 3   |